# Siril
Siril est un logiciel d'astrophotographie qui permet de pré-traiter et traiter les images provenant de tout type d'imageur (caméra CCD, Appareil photo, caméra planétaire, films de webcam…). Les images doivent être converties au format FITS 32 bits qui est le format utilisé nativement par Siril. Aussi, il est possible d'utiliser le format SER (limité à 16 bits), utilisé généralement lors des acquisitions planétaires ou de ciel profond "rapide", sans conversions préalables. 
Il se fonde sur l'environnement GNOME et peut donc être exécuté sur de nombreux systèmes comme GNU/Linux, FreeBSD, MacOS ou Windows.
C'est un logiciel libre distribué selon les termes de la licence GNU GPL.

## Histoire
Le projet a été lancé en 2005 par François Meyer,. À l'époque de la création de Siril, IRIS, un logiciel (freeware) de traitement pour Windows écrit par Christian Buil était depuis longtemps considéré comme la référence par les astronomes amateurs convertis aux capteurs électroniques ; le code d'IRIS n'étant pas librement accessible, Siril a été originellement conçu comme un clone d'IRIS, visant à pallier le manque de logiciels de traitement d'images astronomiques sous le système GNU/Linux. Le nom Siril, reflet de ses origines, est un acronyme hybride d'IRIS (écrit à l'envers) pour Linux. 
En 2012, une nouvelle équipe reprit le développement du projet (en sommeil profond depuis 2007) afin de répondre aux besoins des astrophotographes de plus en plus nombreux. Aujourd'hui Siril fonctionne sous les principaux systèmes d'exploitation dont Windows.

## Caractéristiques
Siril permet la conversion d'un grand nombre de formats (images ou vidéos) en FITS.
- La calibration, l'alignement et l'empilement des images astronomiques se fait en naviguant dans les onglets du "centre de contrôle". Cependant, un algorithme de détection et correction automatique des pixels défectueux est disponible hors onglet, dans le menu Traitement de l'image.
- Depuis la version 0.9.7, l'alignement globale qui utilise un algorithme reconnu pour cette tâche s'est vu adjoindre une méthode d'optimisation grâce à l'excellente bibliothèque OpenCV. De fait, l'alignement automatique de Siril est très performant et permet d'aligner des images obtenues avec des instruments de focales différentes.Retrait de gradient des images astronomiques

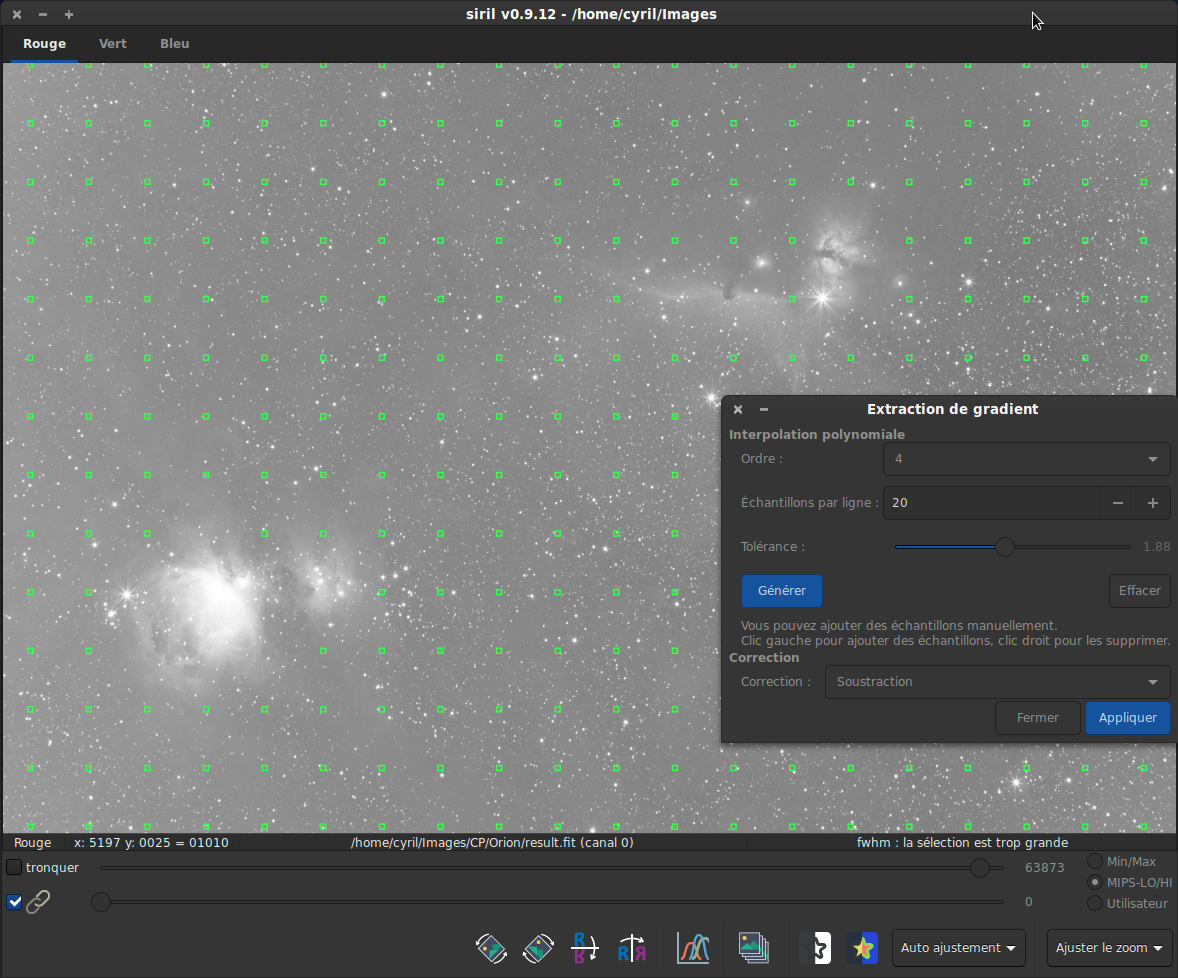
Retrait de gradient des images astronomiques

- Quelques algorithmes de traitement d'images sont disponibles dans le menu standard : Transformation de l'Histogramme, Réduction de Trames, Étalonnage des couleurs, Suppression de Gradient…

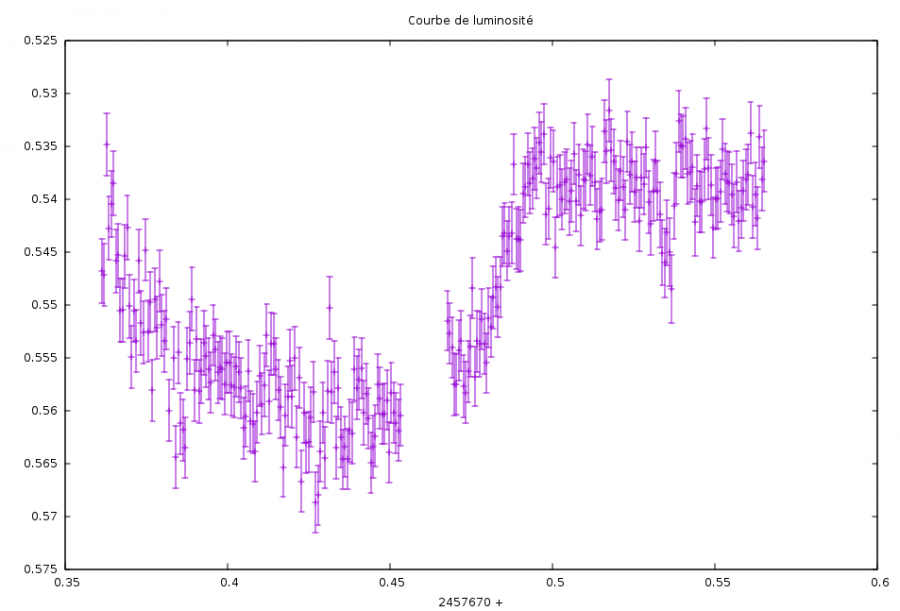
Courbe de luminosité montrant le passage d'une exoplanète devant son étoile. La courbe a été calculée et affichée avec le logiciel Siril.

- Courbe de luminosité montrant le passage d'une exoplanète devant son étoile. La courbe a été calculée et affichée avec le logiciel Siril.Siril possède un outil d'analyse photométrique. Par conséquent il est possible d'étudier les transits des exoplanètes[5], la variabilité des étoiles ou bien encore les occultations. Cet outil nécessite l'installation de gnuplot.
- Depuis la version 0.9.9 la possibilité de créer des scripts a été intégrée à Siril. Il suffit pour cela de déposer des fichiers scripts possédant l'extension ssf dans un dossier nommé scripts et dont la localisation est définie dans les paramètres du logiciel. Ainsi, après un redémarrage, une nouvelle entrée de menu apparaît et permet l’exécution des scripts installés. Le prétraitement + alignement + empilement peuvent ainsi être entièrement automatisés.
- Également depuis la version 0.9.9, il est possible de lancer Siril via la console et d'exécuter un script sans l'interface graphique. Cela peut être utile lorsque l'on pilote un télescope à distance et qu'on ne souhaite récupérer que l'image pré-traitée. Par exemple, saisir la commande suivante dans un terminal :

```
siril -s ~/.siril/scripts/Traitememnt.ssf -d ~/Images/M31
```

exécute le script Traitement.ssf dans le répertoire d'images M31.
- La version 0.9.10 introduit une nouvelle fonction : les commandes peuvent être envoyées via un tube nommé pendant que les logs et les statuts peuvent être obtenus via un autre. Le mode est activé à l'aide de l'argument de ligne de commande -p.
- Enfin, Siril permet également d'étalonner les couleurs d'une image grâce à la photométrie. Cet outil très pratique permet à partir de peu d'informations, d'obtenir une colorimétrie réaliste de l'image[6].Outil d'étalonnage des couleurs par photométrie de Siril

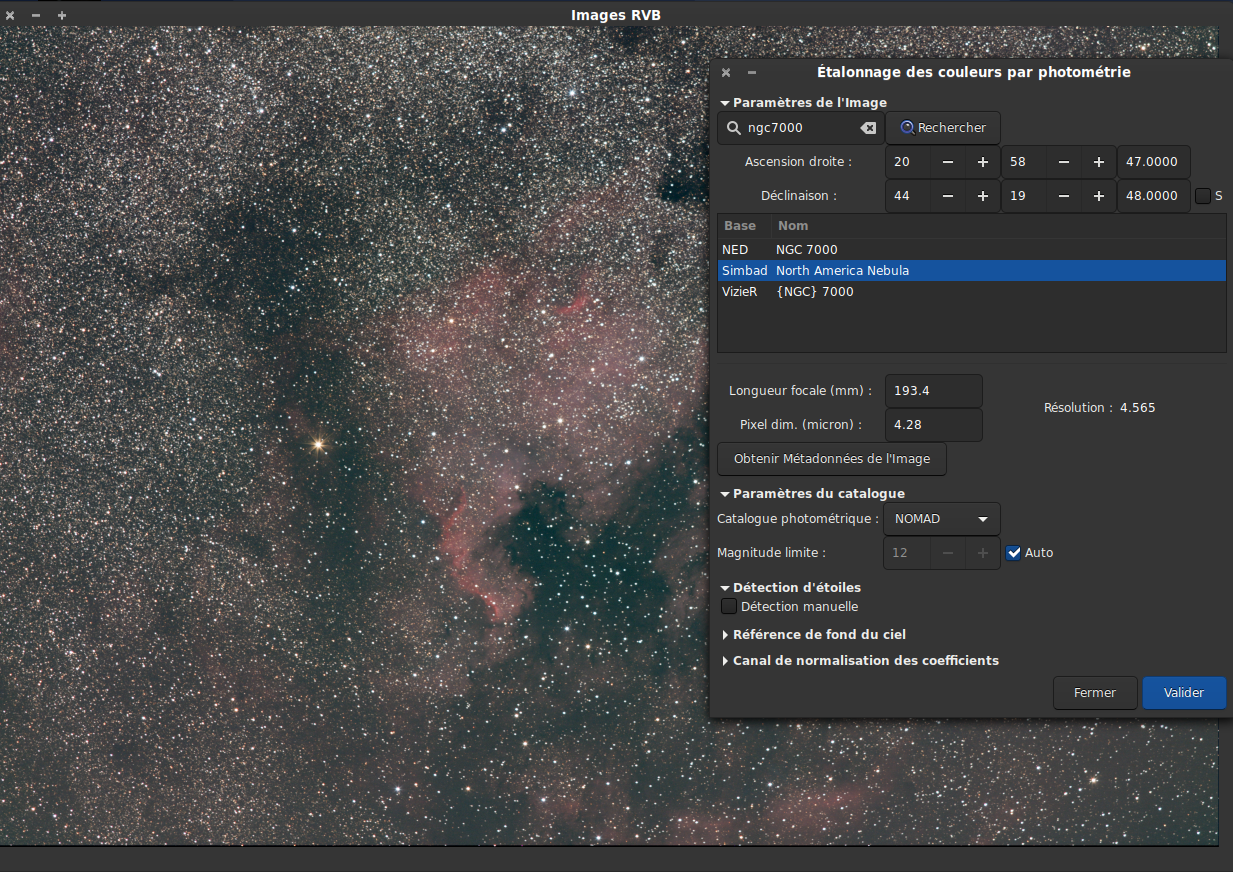
Outil d'étalonnage des couleurs par photométrie de Siril

### Formats nativement gérés par Siril

#### FITS
Actuellement, Siril fonctionne de façon interne avec des images FITS 32 bits flottant, pour chaque couleur de chaque pixel. Il est également possible de régler les préférences pour travailler au format FITS 16 bits non signé, afin de gagner du temps de calcul et de l'espace disque au détriment de la précision de l'image. La compression des images FITS est supportée depuis la version 0.99.4.

#### SER
Le format de fichier SER est un format simple de séquence d'images, similaire à des films non compressés. Ce format de fichier, largement plébiscité par les astrophotographes en imagerie planétaire n'a pas besoin d'être converti et peut être travaillé à la volé.

### Scripts
Depuis la version 0.9.9 Siril à la possibilité d'automatiser la partie pré-traitement (Calibration avec les images noires, offsets et PLU + dématriçage + alignement + empilement) avec l'utilisation de scripts. Ces scripts ne sont en réalité qu'un enchaînement de commandes du logiciel qui s'exécutent de façon séquentielle et enregistrées dans un fichier de type texte avec  l'extension *.ssf (Siril Script File).

## Distributions
Siril est disponible pour une grande variété de systèmes d'exploitation et d'architectures de processeur. Bien qu'originellement développé pour fonctionner sous Linux, la version 0.9.7 a été proposée en version beta pour Windows. Depuis, le logiciel propose des performances comparables sur toutes les plateformes. De plus, il est également possible d'installer Siril sous des machines aux ressources très limitées telles les Raspberry Pi fonctionnant sous des Architecture ARM.

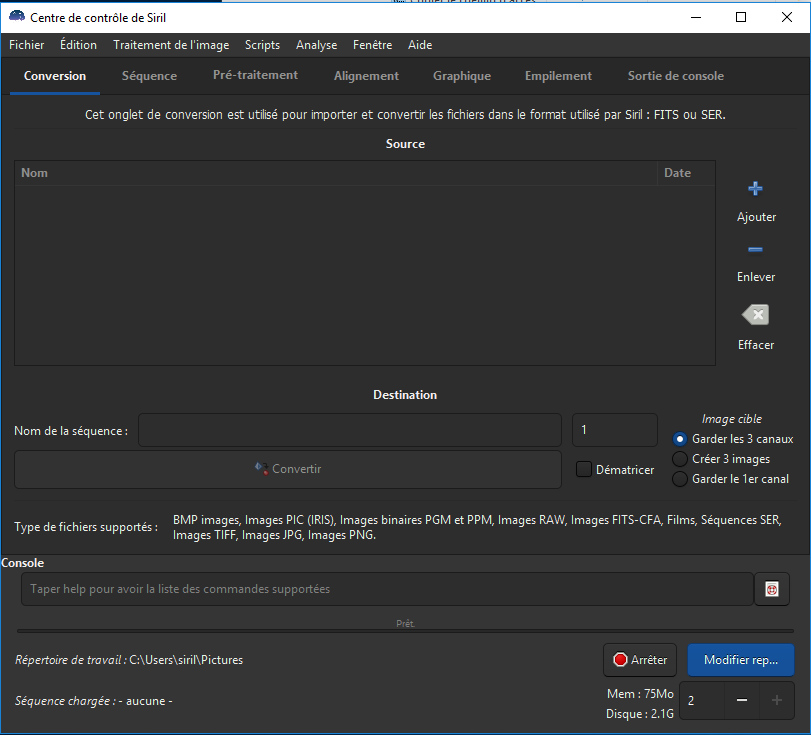
Siril 0.9.12 sur Windows 10.
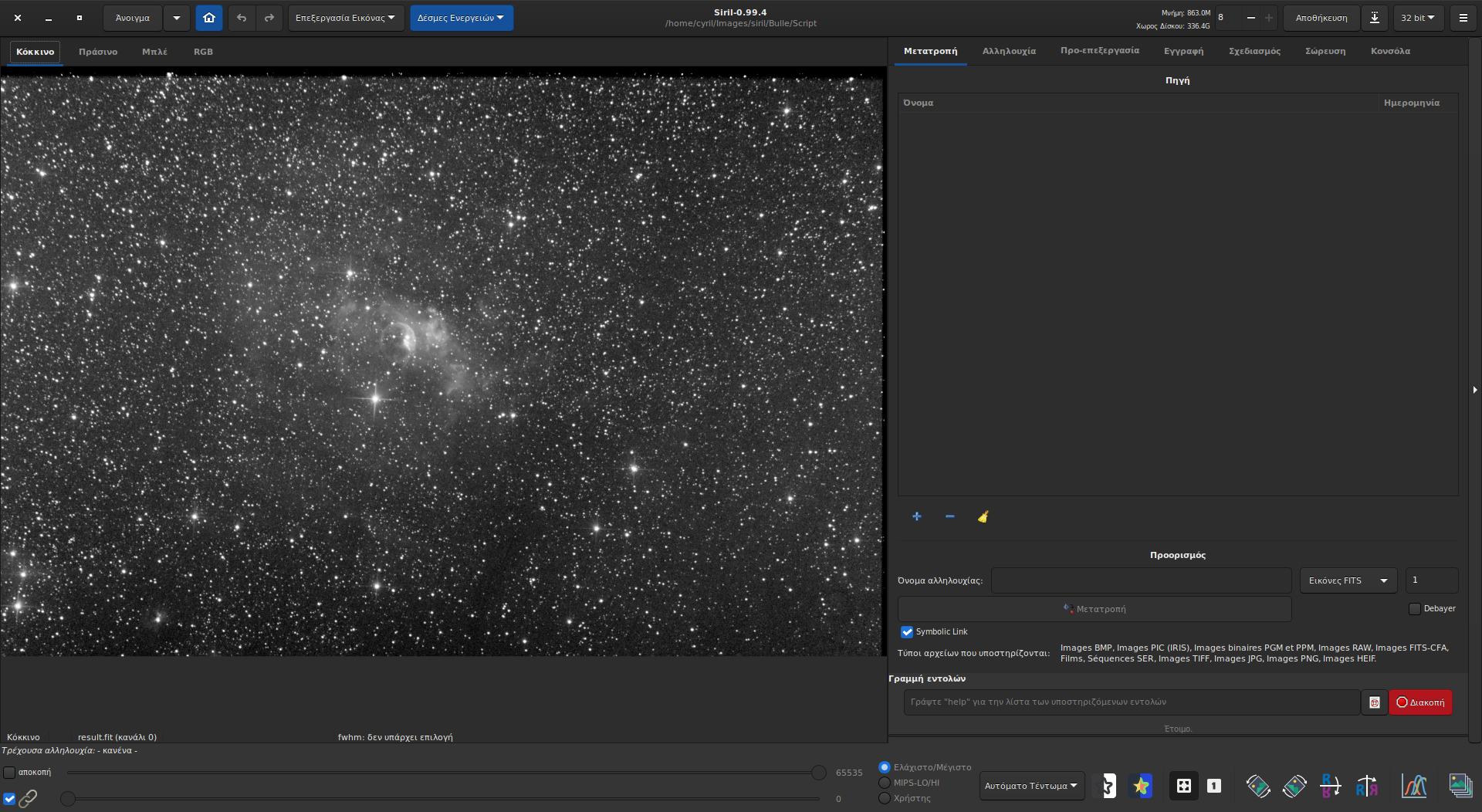
Siril 0.99.4 en langue grecque sur Debian.
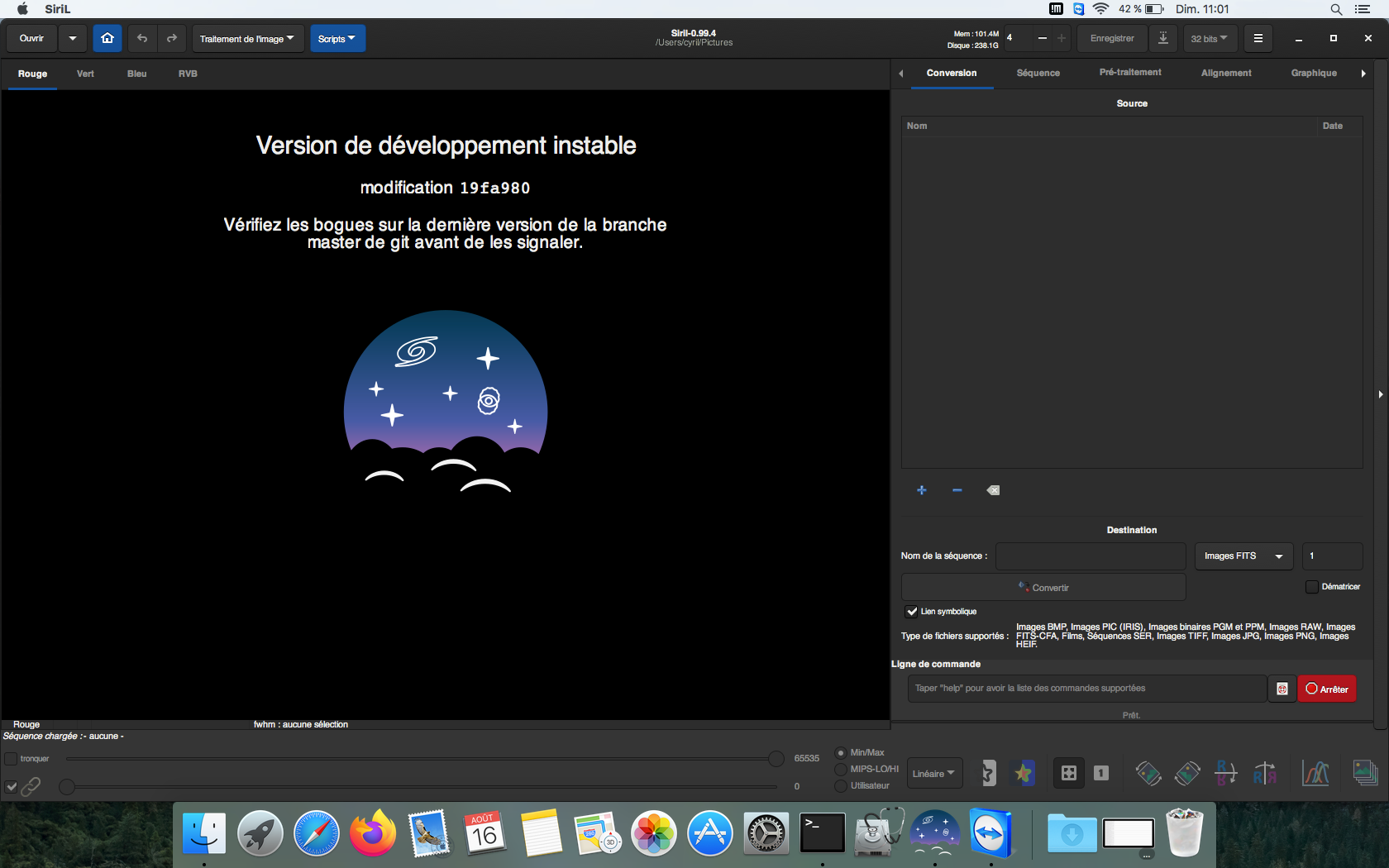
Siril 0.99.4 sur macOS.
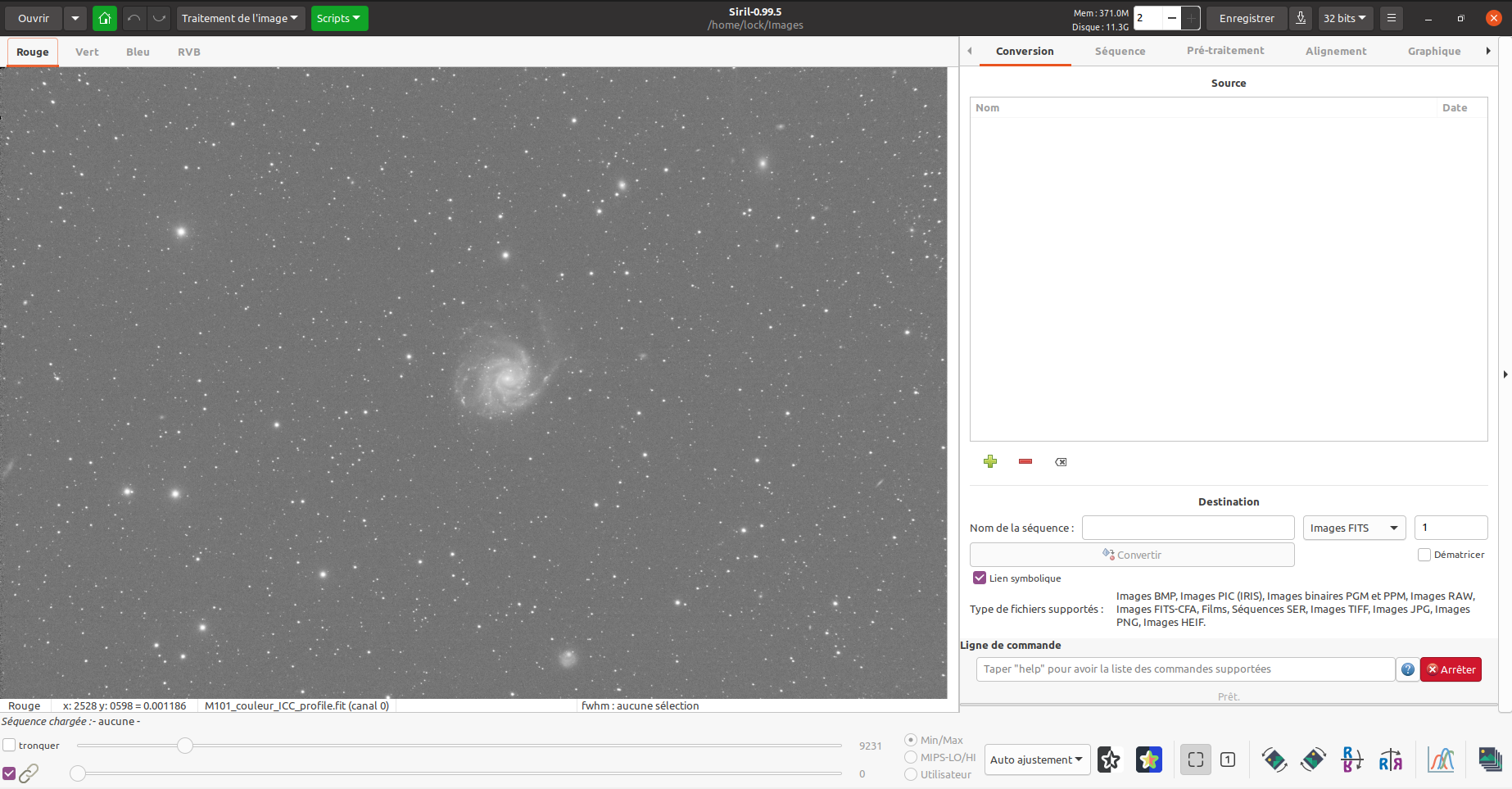
Siril 0.99.4 (Thème clair) sur Ubuntu 20.04
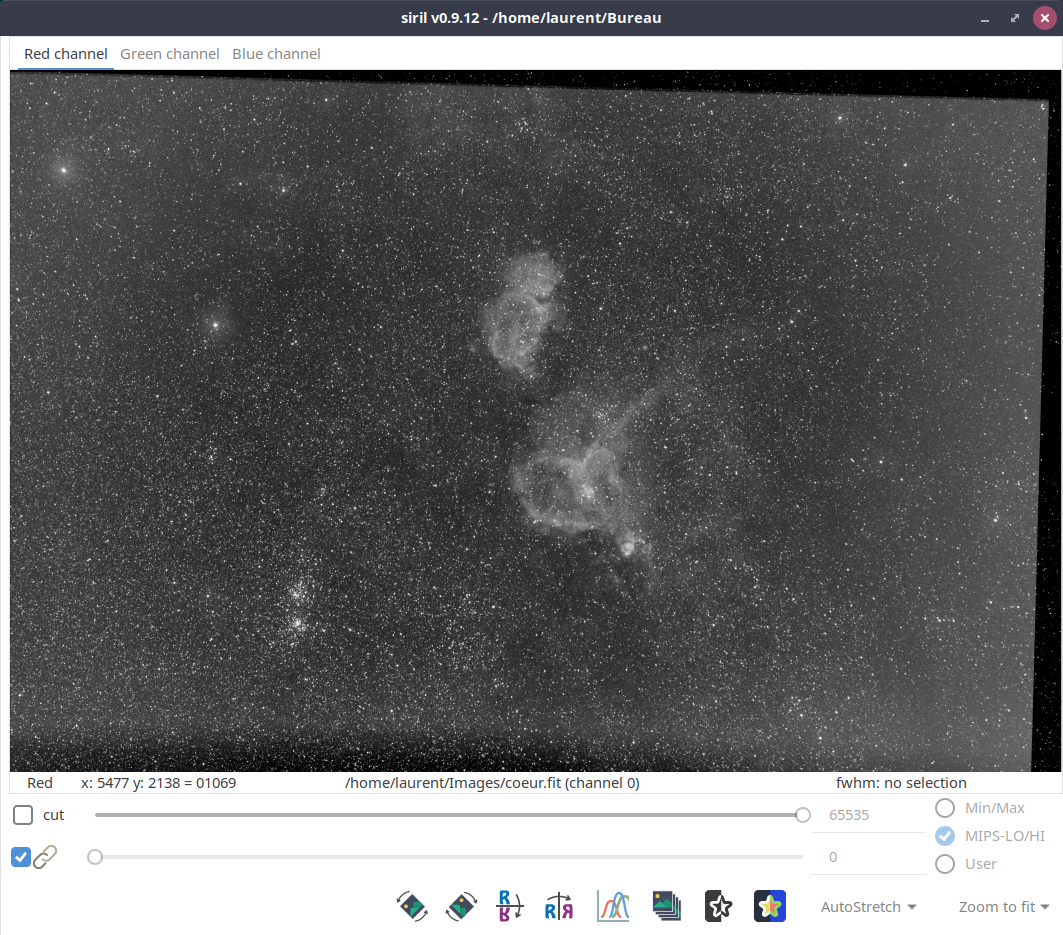
Siril 0.9.12 écran de prévisualisation N&B création d'une image HA+R V et B